# Marcos Milinkovic
Pour les articles homonymes, voir Milinkovic.
Marcos Milinkovic est un joueur de volley-ball argentin né le 22 décembre 1971 à Villa Ballester, Buenos Aires. Il mesure 2,04 m et joue pointu.
Lors du championnat du Monde 2002, il finit meilleur marqueur de la compétition et fut élu MVP.

## Clubs
| Club                          | Pays      | De        | À         |
| ----------------------------- | --------- | --------- | --------- |
| Obras Sanitarias Buenos Aires | Argentine | 1990-1991 | 1991-1992 |
| Livourne                      | Italie    | 1992-1993 | 1993-1994 |
| Équipe nationale d'Argentine  | Argentine | 1994-1995 | 1994-1995 |
| Cocamar Paranà                | Brésil    | 1995-1996 | 1995-1996 |
| Chapeco São Paulo             | Brésil    | 1996-1997 | 1996-1997 |
| Olimpikus Rio de Janeiro      | Brésil    | 1997-1998 | 1998-1999 |
| Sisley Trévise                | Italie    | 1999-2000 | 1999-2000 |
| Milan                         | Italie    | 2000-2001 | 2002-2003 |
| Unisul Florianopolis          | Brésil    | 2003-2004 | 2003-2004 |
| Olympiakos Le Pirée           | Grèce     | 2004-2005 | …         |

## Palmarès
- Coppa Italia : 2000
- Ligue des champions : 2000